# Liste der Bürgermeister der Stadt Kassel
Die Liste der Bürgermeister der Stadt Kassel kann aus zwei Schriften ab dem Jahr 1502 nachgewiesen werden. Weitere Quellen sind Kirchenbücher und Bürgerbücher der Stadt Kassel. Eine systematische Darstellung der Kassler Bürgermeister von 1502 bis 1963 gelang Eduard Grimmel.

## Bürgermeister im 16. Jahrhundert
- 1502 Claus Anebold
- 1505, 1507, 1511, 1512 Hiob Schrendeisen (auch: Job Schrendeisen)
- 1508, 1510, 1513 Heinrich Furster[4]
- 1513 Hermann Blum[5]
- 1514, 1515 Hermann Almar[6]
- 1520–1523, 1525, 1527[7] Ludwig Koch zum Schwan
- 1524, 1526 Johannes[8]
- Zeitraum von 1510 bis etwa 1520 Herold[9]
- 1529 Ditmar Thonges (Anthonius)
- 1530 Martin Stotterjohann
- 1532 Bernhard Seitz
- 1535, 1537, 1540, 1541, 1547 Christoph Endell
- 1538, 1543, 1552, 1554, 1558, 1559, 1562 Johann Schweis
- 1541 Claus Harnich (Narnasch)
- 1544, 1545, 1548 Heinrich Mulderer
- 1546 Johannes Schaffenroith
- 1549, 1550 Michael Nußspicker (Nuspicker)
- 1550 Johannes Kannenbergk
- 1551 Heinrich Sachs
- 1553, 1556, 1557 Johann Schildt,[10]
- 1560, 1564, 1566 Conrad Waldenstein
- 1558, 1561, 1563, 1566, 1568, 1573 Hennig Mogk
- 1569, 1570, 1571, 1574, 1578 Johannes Eckenschmidt
- 1572, 1579 Wilhelm Spede
- 1576, 1577 Euchcharius Feige
- 1579, 1580, 1583 Heinrich Pflugk
- 1581 Jürge Holtz
- 1582 Dietrich Kuchenbecker
- 1584, 1585 Martin Müller
- 1586 Jacobus Didamar
- 1586, 1587, 1588, 1592, 1595, 1596 Johannes Becker[11]
- 1591, 1597, 1601, 1602 Thomas Nadtler
- 1593, 1594 Johann Ebell
- 1598, 1599, 1600 Johann Booß

## Bürgermeister im 17. Jahrhundert
- 1603, 1604, 1605 Johann Georg Schildt
- 1604, 1605 Georg Hesse
- 1606, 1607, 1608, 1609 Johannes Kleinschmidt
- 1610, 1611, 1612, 1616 Hieronymus Jungmann
- 1613, 1618 Johann Beckmann
- 1615, 1616, 1619, 1622 Friedrich Didamar
- 1620, 1624, 1625 Johannes Knauff
- 1626 Georg Walther
- 1627, 1631, 1635 Johannes Biermann
- 1629, 1630, 1632, 1636 Heinrich Rübenkönig
- 1633, 1634, 1637, 1638, 1639 Christoph Ungefug
- 1640, 1641 Nikolaus Christoph Müldener
- 1642, 1643, 1646 Peter Boclo
- 1644, 1645, 1649, 1650 Johann Ernst
- 1647, 1648, 1654, 1655, 1664 Justus Reuter
- 1651, 1670, 1671 Reinhard (Regnerus) Andreas
- 1652, 1653, 1656, 1657 Hieronymus Galle
- 1658, 1659 Heinrich Haxthausen
- 1660, 1661, 1683 Gerhard Vielmeder
- 1662, 1663, 1672, 1673 Johann Conrad Hast
- 1665, 1666 Johann Helfrich Chuno
- 1667, 1668, 1669 Samuel Bourdon
- 1674, 1675 Johann Christoph Ungefug
- 1676, 1677 Johannes Eulner
- 1678, 1679, 1692, 1693 Sebastian Reinhard Scheffer
- 1680, 1681, 1682 Johann Georg Beza
- 1684, 1685 Jakob Briede
- 1686, 1687, 1688 Justin Eckhard Motz
- 1689, 1690, 1691 Johann Heinrich Schotten
- 1694, 1695, 1696 Johann Melchior Murhard
- 1697, 1698, 1699 Wilhelm Müldner

## Bürgermeister im 18. Jahrhundert
- 1700, 1713–1715 Johannes Koppen
- 1704, 1719 Heinrich Christoph Ehinger
- 1708, 1709, 1720, 1721 Philipp Henrich Vilmeder
- 1710–1712, 1717–1718 Claudius Petrus Schantz
- 1720, 1722–1724 Ludwig Christoph Scheffer
- 1725–1726 J. C. Wasserhuhn[12]
- 1727–1728, 1730 Dietrich Christoph Ihring
- 1729, 1731, 1732 Franz Schotten
- 1734 Georg Henrich Hartmann
- 1735–1738 Wilhelm d’Aubigny
- 1739–1747 Cornelius Knobel
- 1748–1752 Johann Philipp Kuchenbecker
- 1753–1758 Wilhelm Christian Möller
- 1759–1775 Christoph Ludwig Goddäus
- 1776–1781 Dr. Heinrich Wilhelm Buch
- 1781–1795 Friedrich Heinrich Goddäus
- 1796–1806 Hermann Friedrich Wetzell

## Bürgermeister bzw. Oberbürgermeister im 19. Jahrhundert
- 1807–1813 Wilhelm Friedrich Gustav von Canstein
- 1814–1821 Caspar Heinrich Ludwig Stern
- 1821–1841 Karl Schomburg (ab 1834 hat Kassel Oberbürgermeister)
- 1842–1848 Nikolaus Ludwig Arnold
- 1848–1863 Heinrich Wilhelm Hartwig
- ab 1. September 1864 und ab 28. Juni 1866–1875 Friedrich Nebelthau
- 4. Dezember 1875–1. November 1892 Emil Weise
- 1892–1893 bis 31. Dezember 1899 Albert Westerburg

## Oberbürgermeister im 20. Jahrhundert
- 1900–1912 August Müller
- 1912–1913 Ernst Scholz
- 1913–1919 Erich Friedrich Ludwig Koch-Weser
- 1920–1925 Philipp Scheidemann
- 1925–1933 Herbert Stadler
- 1933–1945 Gustav Lahmeyer
- 1945–1954 Willi Seidel
- 1954–1963 Lauritz Lauritzen
- 1963–1975 Karl Branner
- 1975–1991 Hans Eichel
- 1991–1993 Wolfram Bremeier
- 1993–2005 Georg Lewandowski

## Oberbürgermeister im 21. Jahrhundert
- 2005–2017 Bertram Hilgen
- 2017–2023 Christian Geselle
- seit Juli 2023 Sven Schoeller